# Signe Fabricius
Signe Fabricius (* 1. Mai 1971 in Kopenhagen) ist eine dänische Schauspielerin, Tänzerin und Choreografin.

## Leben
Signe Fabricius wuchs mit zwei Schwestern in Kopenhagen auf und machte in ihrer Kindheit eine Ballett-Ausbildung am Königlichen Theater Kopenhagen. Von 1989 bis 1992 absolvierte sie ihre Schauspielausbildung an der Staatlichen Theaterschule in Kopenhagen. Ihr Bühnendebüt als Darstellerin hatte sie am Aarhus Teater, wo sie von 1994 bis 1999 als festes Ensemblemitglied engagiert war. Sie trat in zahlreichen Theaterstücken, Kabarett-Programmen und Musicals auf, unter anderem in West Side Story. Sie wirkte als Schauspielerin in einigen Filmen und Fernsehserien mit.
Signe Fabricius ist heute vor allem als Choreografin tätig, so auch an verschiedenen Theatern, wie an der Wiener Staatsoper, oder an Akademien. Sie ist seit 2017 mit dem Opernregisseur Kasper Holten verheiratet, den sie bereits im Jahr 2007 kennengelernt hatte. Das Paar lebt in London.

## Filmografie
- 1998: Der (wirklich) allerletzte Streich der Olsenbande
- 2000: Miracle – Ein Engel für Dennis P.
- 2002: Halalabad Blues
- 2003: Askepop – The Movie
- 2004: Kroniken (Fernsehserie)
- 2006: Der var engang en dreng
- 2007: Fightgirl Ayşe